# Coptodactyla stereocera
Coptodactyla stereocera är en skalbaggsart som beskrevs av Gillet 1911. Coptodactyla stereocera ingår i släktet Coptodactyla och familjen bladhorningar. Inga underarter finns listade i Catalogue of Life.